# 古三津村
古三津村（ふるみつむら）は愛媛県中予地方の和気郡のち温泉郡にあった村である。

## 沿革
- 1889年12月15日 - 町村制施行により旧和気郡古三津村、新浜村の一部、温泉郡山西村の一部が合併し新制和気郡古三津村として発足。
- 1897年4月1日 - 和気郡の温泉郡への編入に伴い温泉郡古三津村となる。
- 1925年5月10日 - 温泉郡三津浜町に編入され消滅。
- 1940年8月1日 - 三津浜町が松山市へ編入される。

## 地理

### 河川
- 宮前川

## 交通

### 鉄道路線
- 松山電気軌道[1]
新立停留場